# SSSPM J0219−1939
| SSSPM J0219−1939                                        | SSSPM J0219−1939    |
| ------------------------------------------------------- | ------------------- |
| Beobachtungsdaten Äquinoktium: J2000.0, Epoche: J2000.0 |                     |
| Sternbild                                               | Walfisch            |
| Rektaszension                                           | 02h 19m 28,1s       |
| Deklination                                             | −19° 38′ 42″        |
| Eigenschaften                                           |                     |
| Scheinbare Helligkeit                                   | J-Band: 14,1 mag    |
| Geschichte                                              |                     |
| Identifizierung                                         | Lodieu et al., 2002 |
| Katalogeinträge                                         |                     |
| 2MASS J02192807−1938416; USNO-B1.0 0703−00025105        |                     |

SSSPM J0219−1939, weitere Bezeichnung 2MASS J02192807−1938416, ist ein L-Zwerg im Sternbild Walfisch. Er wurde 2002 von Lodieu, Scholz und McCaughrean identifiziert und im Visuellen der Spektralklasse L1 zugehörig klassifiziert bzw. L2.5 im nahen Infrarot.